# Agrochola luteogrisea
Agrochola luteogrisea là một loài bướm đêm trong họ Noctuidae.